# Saint-Denis-de-Palin
Saint-Denis-de-Palin – miejscowość i gmina we Francji, w Regionie Centralnym, w departamencie Cher.
Według danych na rok 1990 gminę zamieszkiwały 374 osoby, a gęstość zaludnienia wynosiła 12 osób/km² (wśród 1842 gmin Regionu Centralnego Saint-Denis-de-Palin plasuje się na 776. miejscu pod względem liczby ludności, natomiast pod względem powierzchni na miejscu 324.).